# Charles Schwab Corporation
Charles Schwab Corporation ist ein US-amerikanisches Unternehmen mit Firmensitz in Westlake, Texas. Das Unternehmen ist im Aktienindex S&P 500 gelistet. Vorsitzender des Unternehmens ist der Gründer Charles Schwab. Das Unternehmen betreibt Maklergeschäfte im Finanzmarkt.
Nach der Übernahme des Brokers TD Ameritrade am 6. Oktober 2020 für rund 22 Milliarden Dollar kündigte Charles Schwab an, den Hauptsitz des Unternehmens von San Francisco nach Westlake, Texas, verlagern zu wollen, was zum 1. Januar 2021 effektiv wurde. Die Zusammenlegung soll 18 bis 36 Monate dauern, obwohl die Planung dafür bereits seit der Bekanntgabe der Übernahme am 25. November 2019 im Gange ist.